# It's Hard
It's Hard är det brittiska rockbandet The Whos tionde studioalbum, utgivet 1982. Det var också det sista med basisten John Entwistle och trummisen Kenney Jones. Efter It's Hard skulle det dröja 24 år innan gruppens nästa studioalbum, Endless Wire, gavs ut.
Albumet blev som bäst elva på albumlistan i Storbritannien och åtta i USA. Låtarna "Athena" och "Eminence Front" blev mindre hitar.
En remastrad cd-utgåva släpptes 1997 med fyra bonsspår, liveversioner av låtarna "It's Hard", "Eminence Front", "Dangerous" och "Cry If You Want", alla inspelade 17 december 1982 i Toronto under bandets avskedsturné.

## Låtlista
Samtliga låtar skrivna av Pete Townshend, om annat inte anges.
1. "Athena" - 3:49
2. "It's Your Turn" (John Entwistle) - 3:41
3. "Cooks County" - 3:50
4. "It's Hard" - 3:46
5. "Dangerous" (John Entwistle) - 3:20
6. "Eminence Front" - 5:40
7. "I've Known No War" - 5:59
8. "One Life's Enough" - 2:21
9. "One at a Time" (John Entwistle) - 3:03
10. "Why Did I Fall for That" - 3:25
11. "A Man Is a Man" - 3:56
12. "Cry If You Want" - 4:39